# Trichomycterus vermiculatus
Trichomycterus vermiculatus är en fiskart som först beskrevs av Eigenmann, 1917.  Trichomycterus vermiculatus ingår i släktet Trichomycterus och familjen Trichomycteridae. Inga underarter finns listade i Catalogue of Life.